# Pigmente

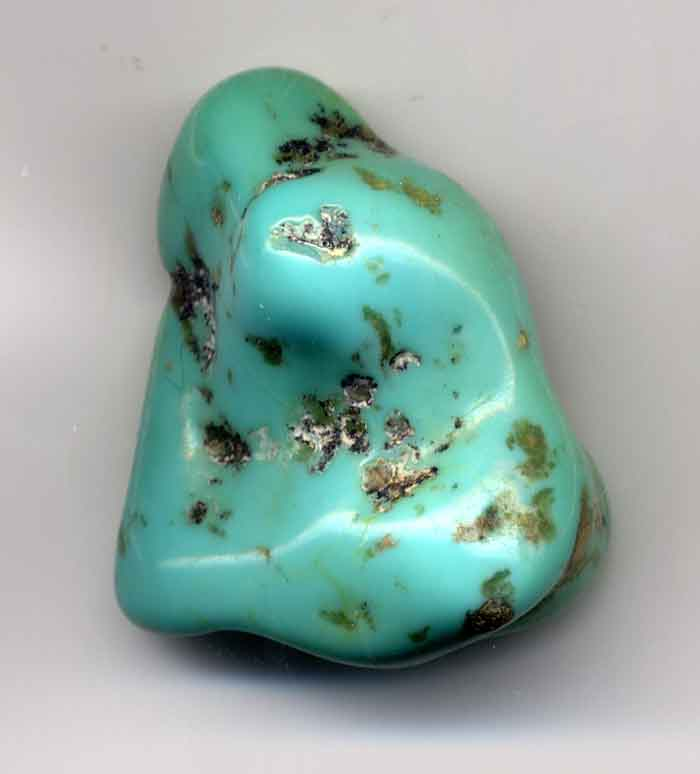
Das Mineral Türkis

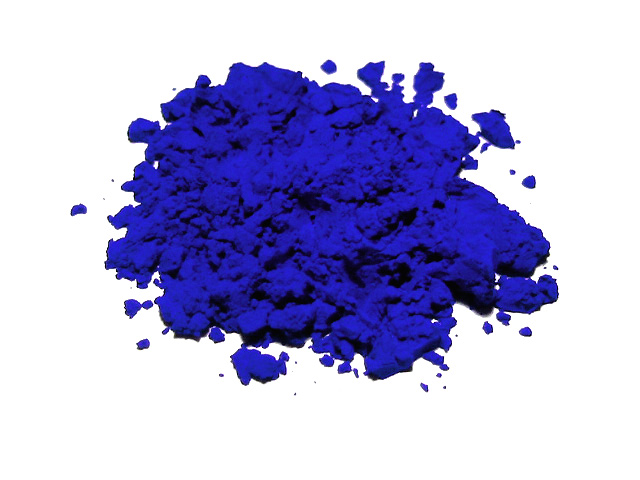
Das Mineralpigment Ultramarin

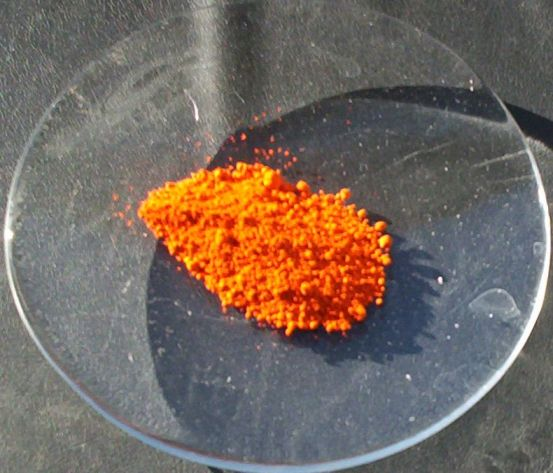
Mennige

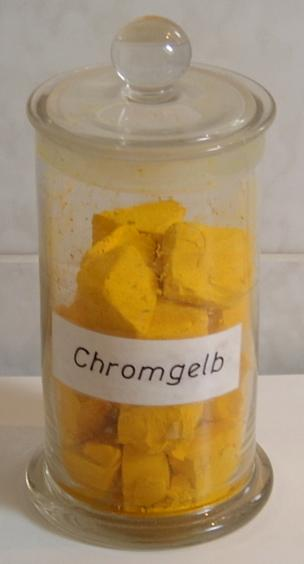
Chromgelb, Bleichromat

Pigmente (lateinisch pigmentum für „Farbe“, „Schminke“) sind Farbmittel, also farbgebende Substanzen. Im Gegensatz zu Farbstoffen sind sie im Anwendungsmedium praktisch unlöslich und liegen dort als Feststoff-Teilchen vor. Das Anwendungsmedium umschließt die Pigmente im Regelfall an allen Seiten. Verwendet werden meist Bindemittel wie Öle, Wachse oder Kunststoffe. In der Biologie werden alle farbgebenden Substanzen eines Organismus als Pigmente bezeichnet.
Manche Farbstoffe lassen sich durch Zugabe von Fällungsmitteln in unlösliche Pigmente umwandeln, siehe Verlackung.
Pigmente können nach ihrer chemischen Struktur (mineralisch bzw. anorganisch oder organisch), nach ihren optischen Eigenschaften (Farbigkeit und gegebenenfalls optische Interferenzeffekte) und nach ihren technischen Eigenschaften (Korrosionsschutz, Magnetismus) unterschieden werden. Der Farbreiz entsteht durch Absorption und Remission (Streuung oder Reflexion) bestimmter Frequenzanteile des sichtbaren Lichts. Maßgeblich für die Eigenschaften der Pigmente sind Festkörpereigenschaften wie Kristallstruktur, Kristallmodifikation, Teilchengröße und Teilchengrößenverteilung, letztere durch die spezifische Oberfläche.
Pigmente werden in Ölfarben, Lacken, Dispersionsfarben, Druckfarben und Buntstiften verwendet, als Streichpigment (Weißpigmente) und Füllstoff bei der Papierherstellung sowie bei der Einfärbung von Textilien, Kunststoffen, Kosmetika und Kerzen.

## Geschichte
Belege für die Verwendung von Erdfarben reichen weit in die Prähistorie zurück. Bei Fels- und Höhlenmalereien wurden vorwiegend Eisenoxidpigmente wie Ocker verwendet. Es ist davon auszugehen, dass diese seit der Frühzeit der Menschheit der Körperbemalung dienten. Neben weißer Kreide (Calciumcarbonat CaCO3) wurden häufig natürliche Pigmente mit ockergelben und rostroten bis braunen Farbtonabstufungen verwendet. Wichtige anorganische Farbmittel der Frühzeit waren Rötel (eine rote bis gelbliche Mischung aus Hämatit und Ton) und Braunstein. Seltener kommen grünliche Erden vor, ebenso schwarze Mineralien. Mit der Beherrschung des Feuers standen prähistorischen Malern schwarze Holz- oder Tierkohle (Beinschwarz) und ziegelrot gebrannter Ocker zur Verfügung. 
In Keramiken der Antike fanden sich Schwarzpigmente (Eisenoxidschwarz, Manganschwarz), die aus Tonen und Ockern im Keramikbrand bei Temperaturen um 1000 °C entstanden. Große Bedeutung hatte Kohlenstoffschwarz, das über Rauchungsverfahren auf den keramischen Gefäßkörpern abgeschieden wurde. Rotpigmente beruhen vorrangig auf den Eisenoxidroten, durch Brennen von Ockern oder eisenhaltigen Tonen gewonnen. Kolloiddisperses Kupfer, das beim reduzierenden Brennen aus basischen Kupfercarbonaten (Malachit, Azurit) entstand, war für Rottöne geeignet. Als Weißpigment stand neben Calciumcarbonat das Kaolinit zur Verfügung.
Pigmente für Wand-, Stein- und Holzbemalung basieren ebenfalls auf Ockern und Tonen (Schwarz- und Rotpigmente). Grünpigmente beruhten auf Kupferverbindungen, wie etwa basisches Kupfercarbonat (Malachit und Azurit) und Kupferhydroxychloriden (Atakamit), die durch Eintauchen von Kupferblechen in Salzlösungen entstanden. Wegen des klaren Farbtons war das „Ägyptisch Blau“, ein Kupfercalciumsilikat, begehrt, das vermutlich durch Schmelzen von basischem Kupfercarbonat, Calciumcarbonat, Natron (Natriumhydrogencarbonat) und Quarzsand hergestellt wurde. Ebenfalls schon lange als blaues Pigment war das Cobaltaluminatblau eingesetzt, das erst 1804 als Thénards Blau wiederentdeckt wurde.
In der späteren Malerei war lange Zeit Bleiweiß [Pb(OH)2 · 2 PbCO3] das einzig verfügbare weiße Pigment. Ab Anfang des 19. Jahrhunderts wurde dieses wegen seiner Toxizität durch Zinkweiß (ZnO) ersetzt. Heutzutage wird fast ausschließlich das erst im 20. Jahrhundert entwickelte Titanweiß (TiO2) verwendet.
Einer der teuersten Farbtöne war bis zum 18. Jahrhundert Blau, für das es zuvor neben den synthetisch hergestellten Smaltepigmenten nur den seltenen Schmuckstein Lapislazuli als Rohstoff gab, letzterer ergibt nach einem arbeitsintensiven Prozess das Ultramarinblau.
Das erste industriell hergestellte anorganische Pigment war Berliner Blau im Jahr 1704. Das erste organische Pigment, Pararot, C.I. Pigment Red 1, ein Azopigment der β-Naphthol-Gruppe folgte im Jahr 1885. Kupferphthalocyanin folgte 1935 und Chinacridon 1955. Die im Jahr 1986 entdeckte chemische Gruppe Diketo-Pyrrolo-Pyrrol, mit dem bekanntesten Vertreter „Ferrari-Rot“, war der letzte Pigmenttyp, der nennenswerte Marktanteile gewinnen konnte.
Pigmente werden in vielen Branchen eingesetzt: Farben, Lacke, Druckfarben und Kunststoffe, sowie Kosmetik, Papier, Baumaterialien, Keramik und Glas. In der Textilindustrie werden lösliche Farbstoffe zunehmend durch Pigmente, dort als Dispersionsfarbstoffe bezeichnet, ersetzt. Im Jahr 2006 erreichte der weltweite Markt für anorganische, organische und Spezialpigmente ein Volumen von rund 7,4 Millionen Tonnen. Den mengenmäßig größten Anteil hat Asien vor Europa und Nordamerika. Dabei wurde ein Umsatz von rund 17,6 Milliarden US-Dollar (etwa 13 Milliarden Euro) erzielt. Im Jahr 2009 wurden weltweit Pigmente für rund 20,5 Milliarden US-Dollar verkauft, ca. 1,5 % – 2 % mehr als im Jahr zuvor. 2010 wird der Umsatz rund 24,5 Milliarden und 2018 rund 27,5 Milliarden US-Dollar erreichen.

## Verarbeitung

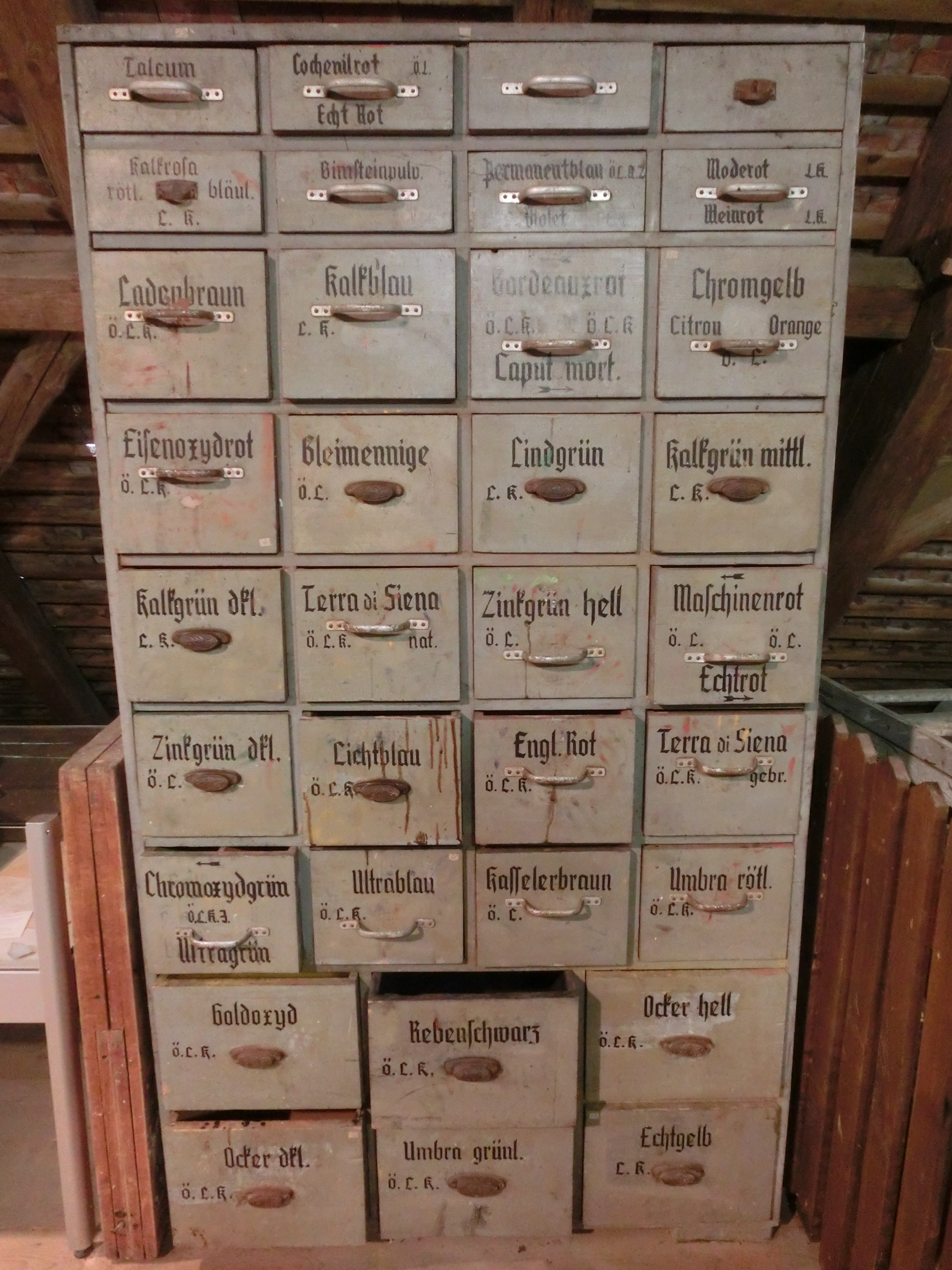
Schrank zur Aufbewahrung von Pigmenten im Oberschwäbischen Museumsdorf Kürnbach

Pigmente entstehen typischerweise in Form der Primärteilchen. Die Primärteilchen können über ihre Flächen zu Aggregaten zusammenwachsen. Von Agglomeraten spricht man, wenn Primärteilchen und/oder Aggregate über ihre Ecken/Kanten verbunden sind. Durch den Dispergierprozess (Dispergierung) beim Einarbeiten der Pigmente in ein Anwendungsmedium werden die Pigment-Agglomerate zerkleinert. Es entstehen kleinere Agglomerate, Aggregate und Primärteilchen. Diese werden, so vorhanden, durch ein Dispergiermedium benetzt. Dabei werden sie idealerweise statistisch über das Anwendungsmedium verteilt.
In fester Form kann das Pigment pur eingesetzt werden (Primärpigment), als festes Gemisch zweier oder mehrerer Pigmente oder als Gemisch mit einem oder mehreren Füllstoffen. Durch die Mischung mit Füllstoffen wird die Farbstärke reduziert, wodurch geringe Einsatzmengen besser dosiert werden können. Diese Möglichkeit findet bei Pulverlacken Verwendung. Durch räumliche Nähe wirken primäre Pigmente intensiver (Simultankontrast).
Bei flüssigen Lacken werden häufig (vorbereitete) Pigmentpräparationen eingesetzt, die entweder Bindemittel enthalten oder bindemittelfrei sind. Diese Pigmentpräparationen sind wie der Lack selbst formuliert, vordispergiert enthalten sie hohe Pigmentkonzentrationen je nach Einsatzgebiet in Additive, Lösemittel, Wasser oder Bindemittel. Vorteil von Pigmentpräparationen ist die einfache und exakte Einarbeitung, da das Pigment bereits dispergiert und standardisiert vorliegt. Nachteilig können Additive wirken, da die Pigmentpräparation unter Umständen nicht mehr mit allen Lacksystemen kompatibel ist.
Als Tönsystem (englisch Tinting system) wird die Kombination aus mehreren (meist 12–20) Pigmentpräparationen, einer automatischen Dosieranlage und einer Rezeptiersoftware bezeichnet. Diese Methode findet bei Bautenfarben Verwendung. Pigmentpräparationen können als Mischung mit anderen Pigmenten oder Füllstoffen vorliegen. Neben den häufig eingesetzten flüssigen Pigmentpräparationen sind granulierte, mit leicht löslichen Bindemitteln hergestellte Präparationen erhältlich, wenn in der Lackformulierung zusätzliche Lösemittel unerwünscht sind.
Eine dritte, vor allem in der Kunststoffindustrie weit verbreitete, Möglichkeit besteht in der Verwendung von festen oder flüssigen Pigmentpräparationen, den Masterbatches oder Flüssigfarben. Bei der Masterbatchherstellung werden die Pigmente bei erhöhter Verarbeitungstemperatur in eine Bindemittelmatrix einextrudiert oder geknetet. Nach dem Abkühlen werden die wieder festen Masterbatches meist granuliert, so dass sie bei der Einarbeitung in den Kunststoff exaktere und reproduzierbarere Farbtöne erzeugen. Masterbatches können je nach gewünschtem Effekt mehrere Pigmente oder Füllstoffe enthalten. Die Herstellung von flüssigen Pigmentpräparationen erfolgt bei Raumtemperatur batchweise. Die Rezepturkomponenten werden hierzu in ein vorher für die jeweilige Anwendung ausgewähltes Bindemittel verteilt und anschließend dispergiert. Dabei ist ein möglichst optimales Aufbrechen von Agglomeraten entscheidend, um eine hohe Effektivität der Farbkonzentrate und / oder der funktionellen Prozessadditive zu gewährleisten. Hier kommen meist Dissolver, Perlmühlen und Walzenmühlen zum Einsatz.

## Nomenklatur
Pigmente werden üblicherweise mit Trivialnamen, Handelsnamen oder Bezeichnungen aus dem Colour Index (C.I. Generic Name) benannt, da systematische Nomenklaturen gemäß IUPAC (International Union of Pure and Applied Chemistry) oder nach CAS (Chemical Abstracts Service) zu unhandlichen und komplizierten Namen führen.

### Ein Beispiel
- Trivialname: Brillantgelb

Strukturformel von C. I. Pigment Yellow 151

- Handelsnamen: Aureolin, Benzimidazolon-Gelb
- Geschützter Handelsname: Hostaperm (TM) Yellow H4G
- C. I. Generic Name: C. I. Pigment Yellow 151
- IUPAC Name: 2-[[1-[[(2,3-Dihydro-2-oxo-1H-benzimidazol-5-yl)amino]carbonyl]-2-oxopropyl]azo]-benzoesäure
- CAS index name: Benzoic acid, 2-[[1-[[(2,3-dihydro-2-oxo-1H-benzimidazol-5-yl)amino]carbonyl]-2-oxopropyl]azo]-

### Einteilung nach Eigenschaften
Pigmente mit gemeinsamen Eigenschaften werden zu Gruppen zusammengefasst, die je nach Einsatzzweck zu unterschiedlichen Gliederungen führt. Die DIN 55943 unterteilt Farbmittel zunächst in organische und anorganische Farbmittel. Jede der beiden Gruppen wird in Farbstoffe und Pigmente eingeteilt. In der nächsten Ebene folgt die Einteilung nach der optischen Wirkung. Es wird unterschieden zwischen Weißpigmenten, Buntpigmenten und -farbstoffen, Schwarzpigmenten und -farbstoffen, Effektpigmenten sowie Leuchtpigmenten und -farbstoffen. Die Gruppen Weißfarbstoffe und Effektfarbstoffe sind physikalisch nicht möglich, da die Wirkung als Pigment ausschließlich auf Streuung (Weißpigmente) beziehungsweise Reflexion (Effektpigmente) beruht. Dies setzt eine Grenzfläche voraus, die die gelösten Farbstoffe nicht besitzen.
Die anorganischen Farbmittel werden nicht weiter unterteilt, da es sich um eine Norm aus dem Lackbereich handelt und dort keine anorganischen Farbmittel verwendet werden.
Eine nach Farbton geordnete Aufzählung einzelner Pigmente ist unter Liste der Pigmente angegeben.

## Anorganische Pigmente

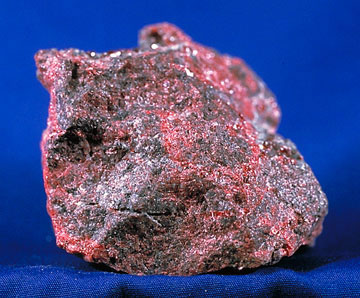
Zinnober, mineralisch – ein Rohstoff für das zinnoberfarbene Rotpigment Quecksilbersulfid

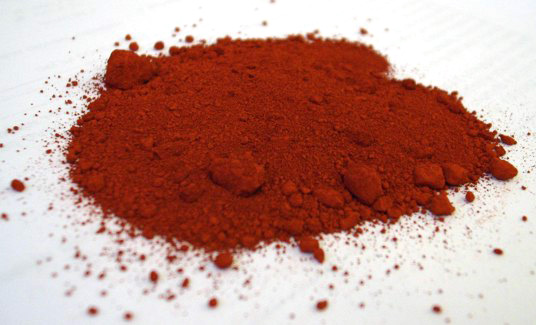
Eisenoxidrot, gelbstichige Variante

### Einteilung in natürliche und synthetisch hergestellte Pigmente
Bei den anorganischen Pigmenten wird zwischen natürlichen und synthetisch hergestellten Pigmenten unterschieden. Zur ersten Gruppe gehören Erden und Mineralien (Erdfarben, Mineralweiß), die zu ihrer Anwendung keiner oder nur einer mechanischen Aufbereitung (zumeist Trocknen und Mahlen) bedürfen. Zur zweiten Gruppe gehören anorganische Pigmente wie etwa Metalleffektpigmente, Ruß, Weißpigmente, Eisenoxidpigmente oder Zirkonsilikate, also Syntheseprodukte aus unterschiedlichen Herstellungsverfahren. Industriell werden aufgrund der stabileren Qualität und der höheren Reinheit synthetische anorganische Pigmente hergestellt.
Nicht in jedem Fall ist es nötig die Einteilung zu wählen oder lässt sich am Material feststellen, ob es natürlicher oder künstlicher Herkunft ist. Solche Unterteilung ist bei eisenoxidhaltige Farbschichten der prähistorischen Malerei schwierig. Die Angabe Zinnober, die rote Modifikation des Quecksilbersulfids, gibt keine Auskunft über einen natürlichen Ursprung aus. Zudem war „zinnober“ im Altertum ein Synonym für jegliches Rot und gleichbedeutend mit der Mennige, dem Minium. Die Untergliederung der anorganischen Pigmente in natürliche und künstliche kam erst in den 1940er Jahren auf und besagt nichts über die chemische Struktur.

### Einteilung nach chemischen Klassen

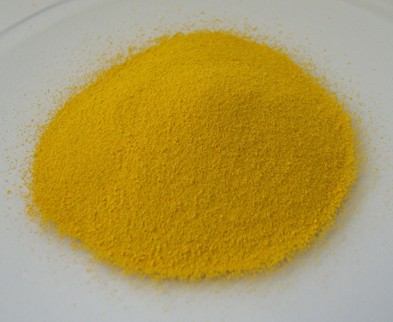
Bismutvanadat

Chemisch können die industriell wichtigsten Pigmente in acht Stoffklassen eingeteilt werden. Im Einzelnen sind dies Titandioxid, Ruß, Bismutpigmente, Oxide und Hydroxide, Eisencyanblau, Ultramarin, Cadmiumpigmente und Chromatpigmente.
Die Gruppe der Oxide und Hydroxide wird weiter unterteilt in Eisenoxidpigmente, Chromoxid und Mischphasenoxidpigmente wie Rinmans Grün, (letztere mit den Untergruppen Spinellpigmente, Hämatitpigmente, Inverse Spinellpigmente und Rutilderivate). Die Gruppe der Chromatpigmente unterteilt sich weiter in Chromgelb, Chromgrün und Molybdate.
Ruß nimmt hierbei eine Sonderstellung ein. Ruß ist per Definition anorganisch. Er wird aufgrund der geringen Partikelgröße und der daraus resultierenden anwendungstechnischen Eigenschaften oft als organisches Pigment eingeordnet.

### Eigenschaften
Die meisten anorganischen Pigmente zeichnen sich dadurch aus, dass sie mit dem Sauerstoff der Luft nicht chemisch reagieren, daher äußerst resistent gegen Alterung sind und ihren Farbton praktisch beliebig lange beibehalten, wobei diese jedoch durch die Alterung eines organischen Malmittels, wie etwa Öl, mit der Zeit beeinträchtigt werden kann.
Ihre hohe Hitzebeständigkeit macht den Einsatz in der Porzellanmalerei möglich. Hier können nur anorganische Pigmente eingesetzt werden, da organische Pigmente nicht temperaturstabil sind und beim Brennen zerstört werden. In der industriellen Anwendung ist eine hohe Hitzebeständigkeit für Kunststoffeinfärbung, Pulverlacke oder Coil Coating wichtig, wobei wegen tieferer Temperaturen hitzebeständige organische Pigmente eingesetzt werden können.
Frühere, heutzutage zumindest in Europa nur noch selten verwendete Pigmente wie Cadmiumsulfid, Bleichromat oder Molybdatrot sind gesundheitlich bedenklich, da es sich um Schwermetallverbindungen handelt.
Der Farbton anorganischer Buntpigmente wird häufig als trüb im Vergleich zu organischen Pigmenten beschrieben. Für Pigmente wie die Eisenoxidpigmente oder Chromoxidgrün trifft dies uneingeschränkt zu, dennoch existieren einige anorganische Pigmente mit einem reinen Farbton. Von den industriell eingesetzten Pigmenten ist dies im Wesentlichen Bismutvanadat, und die in Verruf geratenen Pigmente Cadmiumsulfid, Bleichromat oder Molybdatrot zeigen einen brillanten Farbton bei gleichzeitig gutem Deckvermögen. Dazu kommen vergleichsweise selten eingesetzte Pigmente wie Kobaltblau oder Ultramarin.

### Industrielle Verwendung

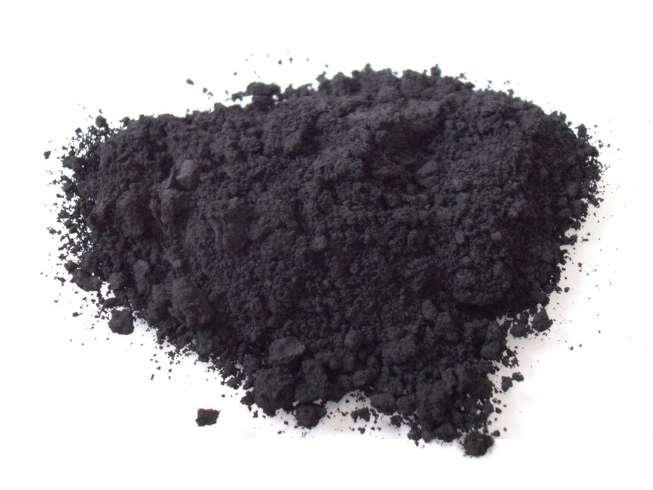
Pigmentruß

Wegen ihrer industriellen Bedeutung und Verbreitung nehmen die Weißpigmente eine Sonderstellung ein. Alleine in der Papierindustrie werden in Europa weit über 10 Millionen Tonnen pro Jahr verwendet, wobei die Weißminerale mit Calciumcarbonat mit Abstand den größten Anteil haben.
Im Lackbereich ist Weiß von überragender Bedeutung. In Dispersionsfarben ist es die Basisfarbe für Tönsysteme und darüber hinaus der Hauptfarbton. Nach Wert und Produktionsmenge mit etwa 60 % aller Pigmente hat Titandioxid den weitaus größten Anteil. Weltweit wurden 2006 nahezu 4,5 Millionen Tonnen Titandioxid verbraucht. Diese Position hat das Weißpigment im Laufe der 1960er Jahre erreicht. Titanweiß verdrängte auf Grund seiner Echtheiten das Bleiweiß, dazu kommt ein starker Anstieg der Gesamteinsatzmenge in den Industriestaaten. Die leicht zugänglichen Eisenoxidpigmente folgen dem Wert nach mit 8 % und nach Produktionsmenge mit 22 % auf Rang 2 der Weltpigmentproduktion, gefolgt von Ruß mit wertmäßig 9 % und 4 % der Menge. Die anderen anorganischen und organischen Pigmente teilen sich in die verbleibende Menge. Durch das wesentlich höhere Preisniveau erreichen diese jedoch fast 30 % nach Wert.
Unter den weiteren anorganischen Pigmenten sind vor allem Chrom(III)-oxid, Ultramarin, Bismutvanadat, Zirkonsilikate und die Gruppe der Mischphasenoxidpigmente bedeutsam. Calciumcarbonat wird auf Grund seines Brechungsindex vorzugsweise in der Lackindustrie nicht als Pigment, sondern als Füllstoff eingesetzt.

## Organische Pigmente

Formel einer Azo-Verbindung – Grundstruktur der Azofarbstoffe

### Natürliche organische Pigmente
Organische Pigmente kommen in der Natur als „Tier-“ oder „Pflanzenfarben“ vor. Einige solcher Pigmente lassen sich einfach herstellen. Rebschwarz ist ein unvollständig verbranntes Weinholz. Manche historisch wichtige Pigmente, wie das farbkräftige Indischgelb aus Urin von Kühen, verloren ihre Exklusivität durch die breite Palette von synthetischen Pigmenten. Die lösliche, nahezu farblose Leukoform von Indigo, das Leukoindigo oder Indigoweiß wird durch Oxidation mit Luftsauerstoff zum farbigen unlöslichen Pigment Indigo.

### Synthetische organische Pigmente
Synthetische organische Pigmente werden nach ihrem chemischen Aufbau unterteilt. Die vielfältigste und zugleich größte Gruppe sind die Azopigmente. Diese Pigmente machen über 50 % der verkauften Menge organischer Pigmente aus. Die andere Gruppe wird zu den Polycyclischen Pigmenten oder umgangssprachlich Nichtazopigmenten zusammengefasst.

#### Azopigmente
Azopigmente sind Pigmente, deren Eigenschaft als Chromophor im Wesentlichen durch die Delokalisierung von Elektronen ausgehend von einer Azogruppe (-N=N-) ausgeht. Azopigmente sind also Pigmente, die mindestens eine Azo-Gruppe enthalten. Die Azopigmente werden weiter in Klassen unterteilt, deren Chemie eine grobe Aussage über die Echtheit der Pigmente erlaubt. Die tatsächliche Echtheit hängt im Wesentlichen von den verwendeten Substituenten sowie von der Partikelgröße ab. Es wird nach der Anzahl der enthaltenen Azo-Bindungen zwischen Monoazo- und Disazopigmenten unterschieden. Weiter wird nach den jeweiligen Substituenten unterschieden.
Zu den Monoazopigmenten gehören die einfachen Monoazopigmente, wie die β-Naphthol-Pigmente sowie die Naphthol-AS-Pigmente und die verlackten Azofarbstoffe. Einige der wichtigsten eingesetzten organischen Pigmente gehören dieser Gruppe an, gleichzeitig ist es die älteste industriell verfügbare Gruppe. Beispiele sind die Arylidgelb-Pigmente C.I. Pigment Yellow 1, 3 und 74, C.I. Pigment Orange 5 oder C.I. Pigment Red 112.
Ein Sonderfall sind die Benzimidazolonpigmente, die ihrerseits Monoazopigmente sind und polycyclische Substituenten besitzen. Diese führen zu einer sehr guten Wetterechtheit, so dass diese Pigmente die höchsten Echtheiten innerhalb der Azopigmente erreichen. Beispiele sind C.I. Pigment Yellow 154 oder C.I. Pigment Orange 36. Zu den Disazopigmenten gehören die Diarylgelb-Pigmente (C.I. Pigment Yellow 83), die Disazo-Kondensationspigmente (C.I. Pigment Yellow 128) oder die Acetessigsäureanilid-Pigmente (C.I. Pigment Yellow 155). Azo-Metallkomplex-Pigmente sind ein Sonderfall, da sie streng genommen keine echte Azo-Gruppe enthalten.
Verlackte Pigmente, also mit Metallen in Salze überführte, ursprünglich lösliche Farbstoffe, finden in der Textilfärberei Anwendung. Farblacken bedeutet, dass lösliche Farbstoffe als (Färbemittel) auf der Faser durch Umsetzung mit Metallsalzen oder Tannin fixiert werden.

#### Polycyclische Pigmente

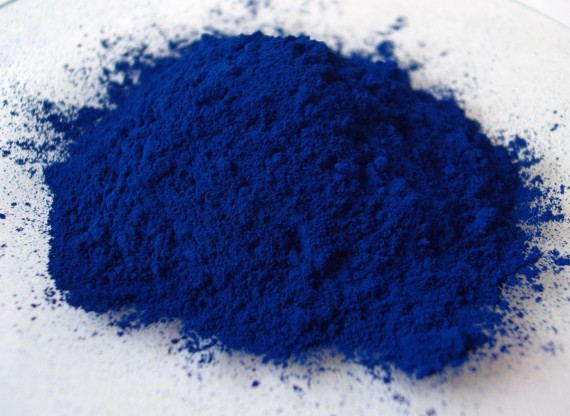
Kupferphthalocyanin, ein polycyclisches Blaupigment

Polycyclische Pigmente sind Verbindungen, deren Eigenschaft als Chromophor durch eine Delokalisation von Elektronen über ein mehr oder weniger ausgedehntes Ringsystem erzeugt wird.
Den Hauptanteil der polycyclischen Pigmente stellen die Kupferphthalocyaninpigmente, die etwa die Hälfte der polycyclischen Pigmente ausmachen. Die wichtigsten Vertreter dieser Gruppe sind die verschiedenen Typen des Phthalocyaninblaus sowie die halogenierten Typen (Phthalocyaningrün). Weitere wichtige polycyclische Pigmentklassen sind Chinacridone, Diketopyrrolopyrrol-Pigmente, Dioxazine, Perylene, Isoindoline und Inthanthrone.

#### Weitere Gruppen
Neben diesen beiden Substanzgruppen existieren noch eine Reihe organischer Pigmente unterschiedlicher Zusammensetzung. Sie besitzen oft einen speziellen Anwendungsbereich. Aus ökonomischen Überlegungen oder Anforderungen an die Echtheit ist oft nur eine chemische Verbindung dieser Struktur als Pigment geeignet. Vertreter dieser Gruppe sind verlackte Farbstoffe, die als Salze von Schwermetallen ihre Löslichkeit verloren haben und somit Pigmente sind.

### Eigenschaften
Organische Pigmente unterscheiden sich von anorganischen Pigmenten meist durch die höhere Farbstärke, das geringere Deckvermögen, höhere Buntheit (Chroma) und geringere Wetterechtheit. Zudem sind organische Pigmente häufig teurer. Organische Pigmente sind nachbehandelt, um bestimmte anwendungstechnische Eigenschaften wie Dispergierbarkeit oder Deckvermögen zu verbessern. Durch die Nachbehandlung wird zudem die Partikelgröße eingestellt, die verantwortlich für Echtheitsniveau, Farbstärke und die Feineinstellung der Koloristik ist.

### Toxikologie
Hinsichtlich der Toxikologie von organischen Pigmenten gilt allgemein, dass diese Pigmente für sich genommen aufgrund ihrer geringen Löslichkeit physiologisch praktisch inert sind. Gesundheitliche Bedenken ergeben sich als Feinstaub. Organische Pigmente gelten als biologisch praktisch nicht abbaubar. Da Pigmente im Zwischen- oder Endprodukt unter Verwendung von Dispergiermitteln, Bindemitteln, Lösemitteln oder dergleichen eingesetzt werden, ist gegebenenfalls die toxikologische Wirkung dieser Stoffe zu prüfen.
Toxikologisch bedenklich können Abbauprodukte von Pigmenten sein, die beim Bestrahlen mit Laserlicht auftreten, beispielsweise bei der Entfernung von Pigmenten aus Tätowierungen. Bei der Spaltung des Tätowierungspigments C.I. Pigment Red 22 (CAS-Nr. 6448-95-9) durch Laserlicht wurde das giftige und krebserregende 2-Methyl-5-nitroanilin nachgewiesen, bei der Bestrahlung von Kupferphthalocyanin entsteht Blausäure.

### Abgrenzung
- Säure-Base-Indikatoren zählen nicht zu den Pigmenten: Es sind Farbstoffe, deren Farbe sich mit dem pH-Wert der Lösung ändert
- Substratfarben bestehen aus einer farbtongebenden Komponente und einem mehr oder weniger farblosen Pigment, dem Substrat. Beide Komponenten werden in einem Umwandlungsprozess wasser- und bindemittelunlöslich aneinander gebunden. In der Antike und im Mittelalter wurden meist Pflanzenfarbstoffe (Färberpflanze) auf ein weißes Substrat wie Kreide oder Bleiweiß aufgezogen; dabei wurden Beizstoffe wie Alaun und Soda zugesetzt, die die Verbindung zwischen Farbstoff und Substrat verbesserten.

## Verlackte Pigmente
Verlackte Pigmente bestehen aus organischen und anorganischen Substanzen, wobei in der Regel organische Farbstoffe auf eine anorganische Matrix aufgebracht wird. Demnach sind die verlackten Pigmente nicht mehr unter Zersetzung löslich, da die Farbstoff-Moleküle fest in der Matrix verankert sind und vor Lösungsmitteln weitreichend abgeschirmt sind.

### Maya-Pigmente
Die wohl bedeutendsten verlackten Pigmente stellen die Gruppe der Maya-Pigmente dar, wobei unter ihnen das Maya-Blau das bekannteste und älteste Pigment ist. Sie werden aus einem Schichtsilikat (in der Regel Palygorskit) und einem Farbstoff hergestellt, wobei durch gezielte Temperatureinwirkung die Farbstoffmoleküle in das Silikat-Gitter hineinrutschen und dort über Wechselwirkungen extrem stark gebunden sind. Maya-Blau ist gegenüber chemischen und physikalischen Einwirkungen sehr standhaft. Diese Gruppe der Pigmente erzielen zunehmend Beliebtheit bei Künstlern und Restauratoren, da sie verhältnismäßig günstig sind, vielfältig für Malmethoden geeignet sind und zudem stark lichtecht sind.

## Effektpigmente

### Metalleffektpigmente
Messing und Aluminium sind die wichtigsten Pigmente zur Erzeugung eines Metall-Effektes. Farben erhalten durch Messingpartikel einen goldenen Anschein, während Aluminium in passender Plättchen-Form einen silbrigen erzeugt. Früher gebräuchliche Bezeichnungen sind Silberbronze für Aluminiumpigmente und je nach Farbton und Legierung Goldbronze, Bleichgold, Reichbleichgold und Reichgold für Messingpigmente.
Der optische Eindruck ist winkelabhängig. In der Draufsicht (nahezu lotrecht) ist das heller erscheinende Metalleffektpigment zu sehen, während unter einem flachen Winkel der meist dunkel eingestellte Basisfarbton hervortritt. Dieser Effekt durch die plättchenförmige Form der Teilchen wird als Flop bezeichnet. Aluminiumplättchen in pigmentgeeigneter Partikelgröße ergeben Silberglanz, nahezu kugelige Teilchen gleicher Teilchengröße bilden eine einheitlich graue Oberfläche.
Da unbehandelte Aluminiumpigmente insbesondere in wässrigen Systemen und unter Bewitterungseinfluss nur mäßig stabil sind, wurden oberflächenbehandelte Marken entwickelt, die diesen Nachteil ausgleichen.
Die Farbtiefe steht mit der Korngröße in Beziehung. Das genaue Erscheinungsbild des Pigmentes wird im Wesentlichen von der Teilchengröße und der Regelmäßigkeit der Teilchenform bestimmt. Grobe Partikel erzeugen dabei einen glitzernden Eindruck, der als Sparkle bezeichnet wird. Feinteilige Partikel erzeugen einen sanfteren Flop, also einen weicheren Übergang bei Änderung des Betrachtungswinkels. Zur Erzielung des gewünschten Effekts werden oft beide Typen zugleich verwendet.

### Perlglanzpigmente

Wirkweise eines Effektpigmentes mit mehrfarbigem Perlmuttglanz

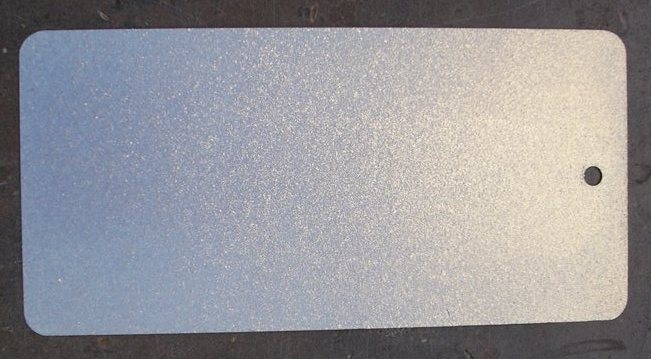
Farbflop eines Effektlackes von Blau nach Gold

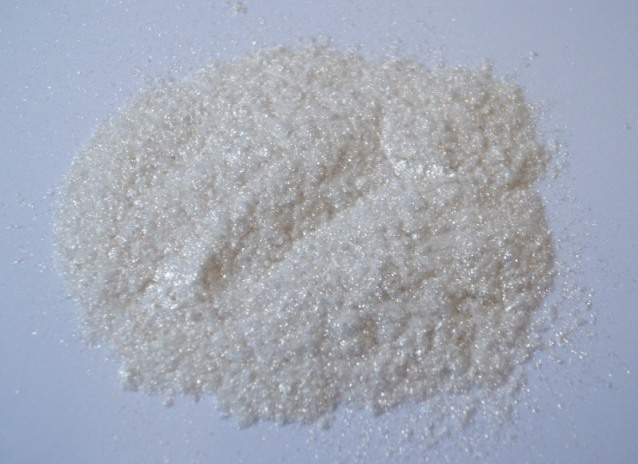
Interferenzpigment blau-gold

Diese Pigmente werden als Interferenzpigmente bezeichnet. Sie bestehen aus plättchenförmigen Trägersubstraten mit niedrigem Brechungsindex, meist natürlicher Glimmer, Siliciumdioxid oder sehr dünnen Glasplättchen, die mit einer oder mehreren äußerst dünnen und sehr gleichmäßigen Oxidschichten mit hohem Brechungsindex beschichtet werden. Bevorzugt werden Titandioxid, Eisen(III)-oxid oder Zirkoniumdioxid, zudem kommen deren Mischoxide zum Einsatz. Als Beschichtungsverfahren werden im Wesentlichen Sol-Gel-, CVD- oder PVD-Verfahren eingesetzt. Die erzeugten Schichtstärken liegen im Bereich von 100 nm. Bei der Herstellung ist eine präzise Kontrolle der Beschichtungsstärke (auf ± 3 nm) und deren Homogenität entscheidend.
Durch die Wahl der Beschichtungparameter, vorrangig Brechungsindex, Schichtstärke und Schichtfolge, können durch den Effekt der Interferenz nahezu beliebige Farben und Farbtöne realisiert werden. Unter bestimmten Bedingungen können blickwinkelabhängige Farb-Flop-Farben erzeugt werden, bei denen sich je nach Betrachtungswinkel des Beobachters der Farbton ändert.
Einige Perlglanzpigmente (zum Beispiel Bismutchloridoxid) sind gesundheitlich unbedenklich und von der FDA in den USA zum Einfärben von Lebensmitteln zugelassen.

### Leuchtpigmente
Leuchtpigmente sind einerseits farbkräftige Fluoreszenzpigmente für Tagesleuchtfarben („Neonfarben“) und anderseits nachleuchtende phosphoreszierende Stoffe. Sie werden in Leuchtfärbemitteln eingesetzt. Üblicherweise bestehen Fluoreszenzpigmente aus in eine Matrix eingearbeiteten Fluoreszenzfarbstoffen, die dadurch Pigmenteigenschaften erhalten. Als Nachleuchtpigmente werden dotierte anorganische Stoffe mit Phosphoreszenz genutzt. Verbreitet sind die grünen Leuchtpigmente auf Zinksulfidbasis mit denen Fluchtwege markiert werden.
Die radioaktiven Leuchtmittel werden nicht zu den Pigmenten gezählt, obwohl sie unlöslich sind. Es sind Selbstleuchter deren Abstrahlung nicht durch UV- oder Tageslicht, sondern durch radioaktive Anregung erfolgt.

## Normen
- EN ISO 4618 Beschichtungsstoffe: Begriffe
- DIN 55943 Farbmittel: Begriffe
- DIN 55944 Farbmittel: Einteilung nach koloristischen und chemischen Gesichtspunkten